# Rudolf Passian
Rudolf E. Passian (* 14. Februar 1924 in Reichenberg, Tschechoslowakei; † 7. März 2018 in Kriens, Schweiz) war ein Schweizer Parapsychologe und Schriftsteller.

## Leben
Rudolf Passian kam am 14. Februar 1924 in Reichenberg (Nordböhmen) zur Welt. Er wurde im Zweiten Weltkrieg schwer verwundet. In der sowjetischen Besatzungszone verurteilte ihn ein Militärgericht wegen angeblicher anti-sowjetischer Propaganda zu 25 Jahren Zuchthaus. Bis 1955 war er in einem von der Außenwelt hermetisch abgeschlossenen Straflager interniert. Diese Hungerjahre brachten ihn zum Nachdenken über das „Woher und Wohin“ und das Wesen des Sterbevorganges. In der Folge beschäftigte er sich intensiv mit parapsychologischen Schriften. 1955 flüchtete er in den Westen. Trotz körperlicher Behinderung als Kriegsversehrter unternahm Rudolf Passian zahlreiche Studienreisen nach England, Indien, auf die Philippinen und nach Südamerika (Brasilien, Paraguay, Chile, Argentinien, Peru). Neben der Jenseits-Forschung interessierte er sich für außergewöhnliche Heil- und Diagnosemethoden bei Völkern der Dritten Welt. Er beobachtete außerdem die Vielfalt spiritistischer, animistischer und magischer Phänomene in afrobrasilianischen Kulten (wie Candomblé, Quimbanda, Umbanda oder Voodoo) und im Kardec-Spiritismus.
Rudolf Passian behandelte in einer Reihe von Büchern esoterische Themen. Seine Aufgabe sah der Autor selbst vor allem darin, interessierte Menschen auf das Leben nach dem Tod (mit allen ethischen Konsequenzen) hinzuweisen. Die weiteren Themen der Parapsychologie dienten ihm dabei eigentlich nur als Mittel zum Zweck. Passian schrieb jahrelang für die Zeitschrift Wendezeit.
Passian war Gründer und Betreiber von Hilfswerken in Brasilien. Darunter fallen ein Kinderhilfswerk und die Errichtung einer kleinen Krankenstation für ein weit abgelegenes Indianerdorf.

## Ehrungen
Rudolf Passian war Ehrenmitglied der Schweizer Parapsychologischen Gesellschaft (SPG). Eine in Brasilien neu entdeckte Schmetterlingsart wurde nach ihm benannt.

## Werke
- Abschied ohne Wiederkehr? Tod und Jenseits in parapsychologischer Sicht. Fischer, Pforzheim 1973; 5. A. Reichl, St. Goar 1988, ISBN 3-87667-066-7
  - Als Taschenbuch: Goldmann, München 1989, ISBN 3-442-11854-9
- Abenteuer PSI. Unglaubliches aus der Gegenwart. Schroeder, Kleinjörl bei Flensburg 1978, ISBN 3-87721-033-3
- Neues Licht auf alte Wunder. PSI klärt Bibelwunderstreit. Schroeder, Kleinjörl bei Flensburg 1982, ISBN 3-87721-042-2
  - Durchgesehene und gekürzte Neuausgabe: Reichl, Buschhoven 1985, ISBN 3-87667-078-0
- Wiedergeburt. Ein Leben oder viele? Knaur, München 1985, ISBN 3-426-04154-5
  - Neuausgabe als: Ist „ein“ Leben nicht genug? Reinkarnation – pro und contra. Herrmann, Vierhöfen 2006, ISBN 3-939626-01-5
- Licht und Schatten der Esoterik. Knaur, München 1991, ISBN 3-426-04266-5
  - Erweiterte Neuausgabe als: Licht und Schatten der Esoterik. Eine objektiv-kritische Lebens- und Orientierungshilfe. Reichl, St. Goar 2002, ISBN 3-87667-250-3
- Der Engelreigen. Antwort auf viele Fragen. WerSch, Ravensburg 2003, ISBN 3-928867-09-1
  - Neuausgabe als: Der Engelreigen. Antworten und Beweise zur Existenz von Engeln. Reichl, St. Goar 2008, ISBN 978-3-87667-286-1
- Der verhängnisvollste Irrtum unserer Zeit. Amadeus Verlag, Fichtenau 2011, ISBN 978-3938656365

## Herausgeberschaft
- Georg Sulzer: Truggeister und andere irreführende oder schädigende Einflüsse aus dem Jenseits. Reichl, St. Goar 2002, ISBN 3-87667-135-3